# 塩谷正義
塩谷 正義（しおのや まさよし）は、下野国塩谷郡の平安末期の武将。

## 概要
源姓塩谷氏(堀江氏)の四代目だが、事績は全く伝わっていない。塩谷氏の系図においても、名前と官途があるだけで、事績については何の記述も無い。いつごろ家督を継いだかは不明だが、文治2年(1186年)までは、父惟頼の代であったことが確認出来るので、これ以降に家督を継いだものと考えられる。しかし、嗣子がなく、間もなく弟の朝義が家督を継いでいる。

## 喜連川塩谷系譜における正義
喜連川塩谷系譜においても、正義は惟頼の子であるが、弟である朝義は、正義の嫡男となっており、頼房、義房という2人の弟がいることになっている。また、源頼朝が建久3年（1192年）に征夷大将軍に就任した際、八千町の領地を賜ったとの記述があるが、この時、正義は没しているか、少なくとも隠居して塩谷氏の家督にはなく、これは、事実ではないか、朝義、あるいは塩谷朝業の事績であるものと考えられる。